# NGC 2000
NGC 2000 (również ESO 56-SC135) – gromada otwarta, znajdująca się w gwiazdozbiorze Góry Stołowej, w Wielkim Obłoku Magellana. Odkrył ją John Herschel 8 lutego 1836 roku.